# キャサリン・ジャック
キャサリン・ジャック（ラテン語: Cathérine Jacques、1979年9月28日 - ）はベルギーのアントウェルペン出身の女子柔道家。身長177cm。

## 来歴
ベルギー国内の大会では通算8個の金メダルを獲得しているベテラン選手。
2004年のアテネオリンピックでは5位となった。
2005年世界柔道選手権大会では銅メダルを獲得している。2008年の北京オリンピックでは2回戦で敗れた。2012年1月には引退を表明した。

## 主な戦績
- 1993年 - ヨーロッパユースオリンピックフェスティバル　3位(66kg級)
- 1996年 - 世界ジュニア　3位
- 1997年 - ヨーロッパジュニア　3位
- 1998年 - 世界ジュニア　2位
- 1998年 - ヨーロッパジュニア　2位
- 2002年 - ロシア国際　優勝
- 2002年 - 福岡国際　3位
- 2003年 - ロシア国際　優勝
- 2003年 - ヨーロッパ選手権　3位
- 2004年 - フランス国際　3位
- 2004年 - アテネオリンピック　5位
- 2004年 - 福岡国際　2位
- 2005年 - ヨーロッパ選手権　3位
- 2005年 - 世界選手権　3位
- 2006年 - フランス国際　優勝
- 2006年 - ヨーロッパ選手権　3位
- 2006年 - 福岡国際　3位
- 2009年 - グランプリ・ハンブルク　3位
- 2009年 - ヨーロッパ選手権　3位
- 2010年 - ワールドカップ・ウランバートル　優勝
- 2010年 - グランプリ・ロッテルダム　3位
- 2010年 - グランドスラム・東京　2位
- 2011年 - ワールドマスターズ　5位